# Cumberland Ridge
Cumberland Ridge  ist ein s-förmiger Gebirgskamm auf der Lewin-Halbinsel im Norden von Südgeorgien im Südatlantik. Er besteht aus sechs Gipfeln zwischen 216 und 343 m und erstreckt sich von dem Gebirgspass The Crutch bis zum Larsen Point auf der Westseite der Einfahrt zur Cumberland Bay.
Das UK Antarctic Place-Names Committee benannte ihn 2013 in Anlehnung an die Benennung der benachbarten Bucht. Deren Namensgeber ist Henry, Duke of Cumberland and Strathearn (1745–1790), der Bruder des britischen Monarchen Georg III.